# کردی‌کورپ
کردی‌کورپ (به انگلیسی: Credicorp) شرکت هلدینگ خدمات مالی و بانکداری پرویی است، که در زمینه ارائه خدمات بانکداری تجاری، خدمات بیمه، بیمه عمر، بیمه سلامت، مدیریت صندوق‌های بازنشستگی و عرضه وام فعالیت می‌کند.
شرکت کردی‌کورپ در سال ۱۸۸۹ تأسیس شد و در حال حاضر بزرگ‌ترین شرکت خدمات مالی در کشور پرو می‌باشد.
دفتر مرکزی این شرکت در شهر لیما، پرو قرار دارد و بخشی از سهام آن در بازارهای بورس نیویورک و بورس لیما معامله می‌شود.